# King of Ambition
Yawang (hangeul : 야왕 ; titre international : King of Ambition) est une série télévisée sud-coréenne diffusée en 2013 sur SBS avec Kwon Sang-woo, Soo Ae, Jung Yun-ho, Kim Sung-ryung et Ko Joon-hee.

## Synopsis
Le nom Ha Ryu signifie « un enfant volé du ciel ». On lui a donné ce nom par la religieuse qui le premier l'a trouvé en face d'un orphelinat, il est venu à elle immédiatement le moment où elle a vu son visage pur et innocent.

## Distribution
- Kwon Sang-woo : Ha Ryu / Cha Jae-woong
  - Chae Sang-woo : Ha Ryu (jeune)
- Soo Ae - Joo Da-hae
  - Kim So-yeon : Joo Da-hae (jeune)
  - Park Min-ha : Joo Da-hae / Ha Eun-byul (6 ans)
  - Kim Ha-yoo : Ha Eun-byul (5 ans)
- Jung Yun-ho : Baek Do-hoon
- Kim Sung-ryung : Baek Do-kyung
- Ko Joon-hee : Seok Soo-jung
- Kwon Hyun-sang : Yang Taek-bae
- Lee Deok-hwa : Baek Chang-hak
- Cha Hwa-yeon : Baek Ji-mi
- Lee Jae-yoon : Joo Yang-heon
- Sung Ji-roo : Uhm Sam-do
- Lee Il-hwa : Hong Ahn-shim
- Go In-beom : Cha Shim-bong
- Jung Ho-bin : Seok Tae-il
- Yoon Yong-hyun : Directeur Park
- Choi Hyun-seo : Eun-joo
- Jung Soo-in : Pyo Eun-jung
- Kim Sung-hoon : prisonnier
- Son Tae-young : salon client (caméo, épisode 2)

## Réception
| Nombre d'épisodes | Date de diffusion | Part d'audience moyenne | Part d'audience moyenne     | Part d'audience moyenne | Part d'audience moyenne     |
| Nombre d'épisodes | Date de diffusion | TNmS Ratings            | TNmS Ratings                | AGB Nielsen             | AGB Nielsen                 |
| Nombre d'épisodes | Date de diffusion | Tout le pays            | Région de la capitale Séoul | Tout le pays            | Région de la capitale Séoul |
| ----------------- | ----------------- | ----------------------- | --------------------------- | ----------------------- | --------------------------- |
| 1                 | 14 janvier 2013   | 8,7 %                   | 9,8 %                       | 8.0%                    | 9,3 %                       |
| 2                 | 15 janvier 2013   | 7.8%                    | 8.5%                        | 8,1 %                   | 8.8%                        |
| 3                 | 21 janvier 2013   | 8,2 %                   | 9,2 %                       | 10,2 %                  | 11,1 %                      |
| 4                 | 22 janvier 2013   | 9,7 %                   | 10,6 %                      | 9,9 %                   | 10,6 %                      |
| 5                 | 28 janvier 2013   | 10,4 %                  | 11,7 %                      | 10,1 %                  | 11,2 %                      |
| 6                 | 29 janvier 2013   | 12,0 %                  | 13,5 %                      | 12,3 %                  | 13,6 %                      |
| 7                 | 4 février 2013    | 13,4 %                  | 14,7 %                      | 12,7 %                  | 14,0 %                      |
| 8                 | 5 février 2013    | 16,4 %                  | 18,4 %                      | 15,3 %                  | 16,4 %                      |
| 9                 | 11 février 2013   | 16,4 %                  | 18,7 %                      | 15,2 %                  | 16,1 %                      |
| 10                | 12 février 2013   | 20,1 %                  | 23,3 %                      | 17,5 %                  | 18,4 %                      |
| 11                | 18 février 2013   | 19,4 %                  | 21,8 %                      | 18,6 %                  | 19,9 %                      |
| 12                | 19 février 2013   | 19,6 %                  | 21,1 %                      | 19,4 %                  | 20,8 %                      |
| 13                | 25 février 2013   | 17,9 %                  | 20,2 %                      | 17,5 %                  | 18,9 %                      |
| 14                | 26 février 2013   | 18,8 %                  | 20,4 %                      | 17,7 %                  | 18,1 %                      |
| 15                | 4 mars 2013       | 17,4 %                  | 19,2 %                      | 16,3 %                  | 17,2 %                      |
| 16                | 5 mars 2013       | 18,3 %                  | 20,0 %                      | 18,6 %                  | 19,9 %                      |
| 17                | 11 mars 2013      | 18,8 %                  | 21,3 %                      | 18,5 %                  | 20,3 %                      |
| 18                | 12 mars 2013      | 18,8 %                  | 21,0 %                      | 18,3 %                  | 19,4 %                      |
| 19                | 18 mars 2013      | 18,2 %                  | 21,4 %                      | 17,8 %                  | 19,1 %                      |
| 20                | 19 mars 2013      | 18,3 %                  | 21,9 %                      | 18,6 %                  | 20,1 %                      |
| 21                | 25 mars 2013      | 17,0 %                  | 20,0 %                      | 18,0 %                  | 19,9 %                      |
| 22                | 26 mars 2013      | 22,8 %                  | 26,1 %                      | 22,9 %                  | 24,3 %                      |
| 23                | 1er avril 2013    | 23,1 %                  | 25,9 %                      | 22,5 %                  | 24,5 %                      |
| 24                | 2 avril 2013      | 26.7%                   | 30.7%                       | 25.8%                   | 27.5%                       |
| Moyenne           | Moyenne           | 16,6 %                  | 18,7 %                      | 16,3 %                  | 17,5 %                      |

## Prix et nominations
| Année | Prix                             | Catégorie                                                    | Destinataire                 | Résultat   |
| ----- | -------------------------------- | ------------------------------------------------------------ | ---------------------------- | ---------- |
| 2013  | 49th Baeksang Arts Awards        | Meilleure actrice de télévision                              | Kim Sung-ryung               | Nomination |
| 2013  | Mnet 20's Choice Awards          | Meilleur artiste de drame - féminin                          | Soo Ae                       | Nomination |
| 2013  | Seoul International Drama Awards | Meilleur drama coréen                                        | King of Ambition             | Lauréat    |
| 2013  | Seoul International Drama Awards | Meilleur acteur de drama coréen                              | Kwon Sang-woo                | Nomination |
| 2013  | Seoul International Drama Awards | Meilleure actrice de drama coréen                            | Soo Ae                       | Nomination |
| 2013  | Seoul International Drama Awards | Meilleure chanson thème de drama coréen                      | Ice Flower - Ailee           | Nomination |
| 2013  | Seoul International Drama Awards | Meilleure chanson thème de drama coréen                      | You Don't Know - Kim Nam-gil | Nomination |
| 2013  | Seoul International Drama Awards | La plupart acteur populaire                                  | Jung Yun-ho                  | Lauréat    |
| 2013  | 6th Korea Drama Awards           | Prix d'excellence, actrice                                   | Soo Ae                       | Nomination |
| 2013  | 2nd APAN Star Awards             | Prix d'excellence en haut, actrice                           | Soo Ae                       | Nomination |
| 2013  | 2nd APAN Star Awards             | Meilleur prix d'interprétation, actrice                      | Kim Sung-ryung               | Lauréat    |
| 2013  | 2nd APAN Star Awards             | Meilleur prix d'interprétation, actrice                      | Ko Joon-hee                  | Nomination |
| 2013  | SBS Drama Awards                 | Prix d'excellence en haut, acteur dans un drame spéciale     | Kwon Sang-woo                | Nomination |
| 2013  | SBS Drama Awards                 | Prix d'excellence en haut, actrice dans un drame spéciale    | Soo Ae                       | Nomination |
| 2013  | SBS Drama Awards                 | Prix d'interprétation spécial, acteur dans un drame spéciale | Lee Deok-hwa                 | Nomination |

## Diffusion
- SBS (2013)
- GTV (2013)
- KNTV (2013) / WOWOW
- Entertainment Channel (2013) / TVB (2014)
- GMA Network (2015)

### Sources
- (en) Cet article est partiellement ou en totalité issu de l’article de Wikipédia en anglais intitulé « King of Ambition) » (voir la liste des auteurs).